# Earl of Bedford

Wappen der Earls of Bedford (zweiter Verleihung)

Wappen der Earls of Bedford (dritter Verleihung)

Earl of Bedford ist ein erblicher britischer Adelstitel, der dreimal in der Peerage of England verliehen wurde. Der Titel ist nach dem Ort Bedford in England benannt.
Der Familiensitz der heutigen Dukes ist Woburn Abbey bei Milton Keynes in Buckinghamshire.

## Verleihungen
Erstmals wurde der Titel 1138 in den Wirren des Bürgerkrieges (Die Anarchie) von König Stephan an Hugh de Beaumont, verliehen. Er war ein jüngerer Sohn des Robert de Beaumont, 1. Earl of Leicester. Der Titel wurde ihm um 1142 wieder aberkannt.
In zweiter Verleihung wurde der Titel für den französischen Adligen Enguerrand VII. de Coucy geschaffen. Er war mit Isabella von England, einer Tochter König Eduards III. verheiratet. Er war seit 1346 Herr von Coucy und durch die Ehe Graf von Soissons. Im Verlauf des Hundertjährigen Krieges verzichtete er anlässlich der Krönung Königs Richard II. zugunsten der Krone auf seine englischen Titel und Ländereien.
Am 19. Januar 1551 wurde der Titel in dritter Verleihung an John Russell, 1. Baron Russell verliehen. Dieser war ein enger Berater König Heinrichs VIII. und Eduards VI. Bereits am 9. März 1539 war er zum Baron Russell, of Chenies in the County of Bedford, erhoben worden. Der spätere 4. Earl erbte bereits 1613 von seinem Vater, einem jüngeren Sohn des 2. Earls of Bedford, den Titel Baron Russell of Thornhaugh, of Thornhaugh in the County of Northampton, der diesem am 21. Juli 1603 verliehen worden war. Dessen Sohn, der 5. Earl, wurden am 11. Mai 1694 zudem zum Duke of Bedford und Marquess of Tavistock, sowie am 13. Juni 1695 zum Baron Howland, of Streatham in the County of Surrey erhoben. Das Earldom Bedford ist seither ein nachgeordneter Titel des jeweiligen Dukes.

## Liste der Earls of Bedford

### Earl of Bedford, erste Verleihung (1138)
- Hugh de Beaumont, 1. Earl of Bedford (verfallen 1142)

### Earl of Bedford, zweite Verleihung (1366)
- Enguerrand de Coucy, 1. Earl of Bedford (1338–1398) (zurückgetreten 1377)

### Earl of Bedford, dritte Verleihung (1551)
- John Russell, 1. Earl of Bedford (1485–1555)
- Francis Russell, 2. Earl of Bedford (1527–1585)
- Edward Russell, 3. Earl of Bedford (1572–1627)
- Francis Russell, 4. Earl of Bedford (1593–1641)
- William Russell, 1. Duke of Bedford, 5. Earl of Bedford (1616–1700)
- Wriothesley Russell, 2. Duke of Bedford, 6. Earl of Bedford (1680–1711)
- Wriothesley Russell, 3. Duke of Bedford, 7. Earl of Bedford (1708–1732)
- John Russell, 4. Duke of Bedford, 8. Earl of Bedford (1710–1771)
- Francis Russell, 5. Duke of Bedford, 9. Earl of Bedford (1765–1802)
- John Russell, 6. Duke of Bedford, 10. Earl of Bedford (1766–1839)
- Francis Russell, 7. Duke of Bedford, 11. Earl of Bedford (1788–1861)
- William Russell, 8. Duke of Bedford, 12. Earl of Bedford (1809–1872)
- Francis Russell, 9. Duke of Bedford, 13. Earl of Bedford (1819–1891)
- George Russell, 10. Duke of Bedford, 14. Earl of Bedford (1852–1893)
- Herbrand Russell, 11. Duke of Bedford, 15. Earl of Bedford (1858–1940)
- Hastings Russell, 12. Duke of Bedford, 16. Earl of Bedford (1888–1953)
- John Russell, 13. Duke of Bedford, 17. Earl of Bedford (1917–2002)
- Robin Russell, 14. Duke of Bedford, 18. Earl of Bedford (1940–2003)
- Andrew Russell, 15. Duke of Bedford, 19. Earl of Bedford (* 1962)

Titelerbe (Heir Apparent) ist der Sohn des aktuellen Titelinhabers Henry Russell, Marquess of Tavistock (* 2005).